# حرائق غابات الجزائر 2021

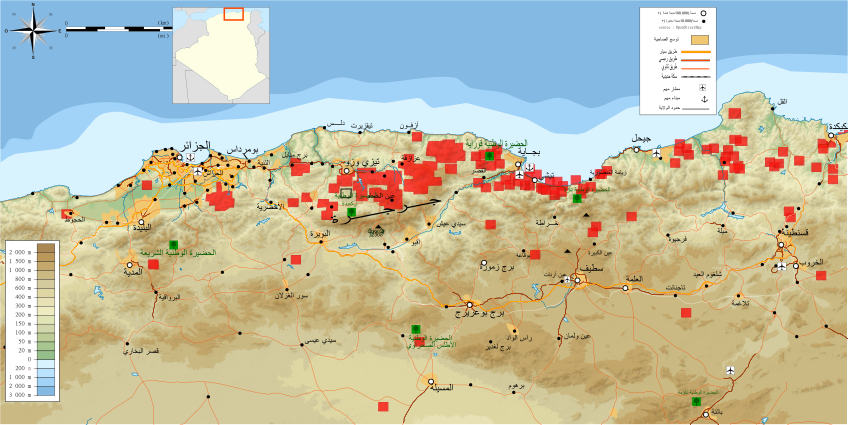
مواقع حرائق غابات الجزائر في أغسطس 2021

حرائق غابات الجزائر 2021 هي حرائق غابات بدأت منذ بداية يوليو 2021، حيث شهد شرق الجزائر حرائق كبيرة التهمت عشرات الهكتارات خاصة في منطقة الأوراس، وقد تسببت حرائق الغابات المتعددة في الجزائر حتى مساء يوم 11 أغسطس 2021 في مقتل 69 شخصًا من بينهم 28 عسكريا و41 مدنيا، وإصابة ما لا يقل عن 12 آخرين بالإضافة لإحراق عشرات المنازل، واحتراق غابات الزيتون مصدر رزق أهالي ولاية تيزي وزو.
اندلعت موجة ثانية يوم الاثنين 9 أغسطس 2021 بما مجموعه 71 حريقًا (أو أكثر من 100 حريق) نشب عبر 18 ولاية من الوطن، وقد صرح وزير الداخلية الجزئرية كمال بلجود «اندلاع 50 حريقا في الوقت نفسه أمر مستحيل. هذه الحرائق مفتعلة» وتحاول فرق الحماية المدنية إخماد 31 حريقا في 14 ولاية في شمال البلاد، 10 منها في ولاية تيزي وزو في منطقة القبائل. وأربعة حرائق أخرى في ولاية جيجل شرقًا.

## التسلسل الزمني
- 4 يوليو 2021، اندلاع حرائق في جبال الأوراس،[16]
- 7 أغسطس 2021، نشوب حريق بجبل الدكان بالمكان المسمى غابة «بوسكيكين» ببلدية الماء الابيض بولاية تبسة.[17]
- 9 أغسطس 2021، نشوب حرائق متعددة ومتزامنة في ولاية تيزي وزو مسجلة ستة وفيات في يومها الأول.[18][19]
- 10 أغسطس 2021، أُبلغ عن مقتل 42 شخصًا منذ بداية الحراِئق[20]
- 11 أغسطس 2021،
  - «ارتفاع حصيلة ضحايا حرائق الغابات إلى 65 ضحية من بينهم 28 عسكريا و37 مدنيا، أغلبهم في ولاية تيزي وزو"، مضيفا أن "12 عسكريا في حالة حرجة بالمستشفى».[6]
  - لرئيس الجزائري عبد المجيد تبون يُعلن الحداد الوطني لمدة ثلاثة أيام اعتباراً من 12 أغسطس[6][21]
  - وفاة أسرة بأكملها في الجزائر إثر انفجار وقع في محطة بنزين ببلدية عين الحمام بولاية تيزي وزو.[22]
  - مساء، ارتفعت حصيلة قتلى في مناطق عدة في الجزائر إلى 69 من بينهم 28 عسكريا و41 مدنيا، بينما تواصل فرق الحماية المدنية الجزائرية مدعومة بقوات الجيش ومتطوعين، العمل على إخماد النيران.[3]
  - توصلت الجزائر إلى اتفاق تجاري مع الاتحاد الأوروبي لاستئجار طائرتي إطفاء جوي (ABE) تعملان في مجال مكافحة الحرائق في اليونان.[23]
  - الرئيس الفرنسي إيمانويل ماكرونيُعلن قرار إرسال طائرتي إطفاء «كندير» وطائرة توجيه للمساعدة في السيطرة على الحرائق ابتداءً من 12 أغسطس 2021.[24]
- 12 أغسطس 2021،
  - أُلقيء القبض على 22 شخصا، متهمين بإشعال حرائق الغابات.[25][26]
  - إخماد جميع الحرائق في ولاية تيزي وزو.[27]
  - واستقبال طائرتين لإخماد الحرائق قادمتين من فرنسا.[28]
  - الإعلان عن قدوم طائرتين من اسبانيا وأخرى من سويسرا للمساهمة في إخماد النيران.[28]
- 14 أغسطس
  - وصول طائرة اسبانية خاصة بمكافحة الحرائق تصل طاقة استيعابها إلى 3.000 لتر من الماء إلى الجزائر العاصمة.[29]
- 15 أغسطس
  - اُخمد 33 حريق غابة، أدغال وأحراش على مستوى 12 ولاية خلال الأربعة وعشرين ساعة، بكل من ولايات: تيزي وزو ب 17 حريق، بجاية (03 حرائق)، وحريقين بكل من جيجل، بومرداس، المدية، وحريق واحد على مستوى ولايات الطارف، تبسة، سكيكدة، تيارت، باتنة، ميلة، وسوق أهراس، في حين مازال هناك 19 حريقا عبر 10 ولايات، ستة بولاية بجاية، وثلاثة بولاية الطارف، وحريقين بكل من ولايات تيزي وزو، سطيف، ڨالمة، وحريق واحد في ولايات: عين الدفلى، عنابة، البويرة وولاية سكيكدة[30]

## الحرائق

### الموجة الأولى يوليو 2021

#### جبال الأوراس
في 4 يوليو 2021، اندلعت حرائق في جبال الأوراس، تحديداً في غابة عين ميمون في ولاية خنشلة، في شمال شرقي الجزائر. بالتزامن مع الارتفاع القياسي لدرجات الحرارة.
في 9 يوليو، صرح وزير الداخلية الجزائري كمال بلجود «إن الحرائق التي تشهدها  جبال الأوراس بمحافظة خنشلة شرق البلاد مفتعلة... وتقف ورائها مجموعات إجرامية».
وقد تداول رواد مواقع التواصل الاجتماعي في الجزائر عديد الصور والفيديوهات حول الحرائق في غابات جبال الأوراس بولاية خنشلة، وتصدر هاشتاغ «انقذوا غابات خنشلة» شبكات التواصل في الجزائر.
أتلفت هذه الموجة من الحرائق حتى 15 يوليو 2021، مساحة 8900 هكتار على المستوى الوطني حسب تصريح وزير الفلاحة عبد الحميد حمداني.

### الموجة الثانية أغسطس 2021
أُعلن عن الحرائق في الولايات الثماني عشرة التالية: تيزي وزو، بجاية، البويرة، سطيف، جيجل، بومرداس، برج بوعريريج، البليدة، المدية، خنشلة، قالمة، تبسة، تيارت وسكيكدة.

#### ولاية تيزي وزو
نشبت الحرائق في هذه الولاية يوم الاثنين 9 أغسطس 2021، مسجلة ستة وفيات في يومها الأول، وسجلت ستة وفيات جديدة يوم الثلاثاء، أربع وفيات في الأربعاء نايث إيراثن بجنوب الولاية ووفيتين في إيلولة أمالو بجنوب شرق الولاية. وقد سجلت وزارة الدفاع الوطني وفاة 18 عسكريا، من بينهم دركي واحد، تابعين لمفرزة من الكتيبة 57 مشاة خفيفة، المتواجدة بمنطقة إيشلاظن، إضافة إلى إصابة ستة عسكريين بحروق متفاوتة الخطورة. واستعانت الجزائر بطائرتين مروحيتين تابعتين للجيش للمساهمة في إخماد الحرائق بالقيام بنقل المياه من سد تقسبت. والمروحيات المشاركة التابعة للقوات الجوية هي من نوع ميل مي-26 والتي تتميز بقدرة حمولة كبيرة (حوالي 20طن).

#### ولاية البليدة
زوال يوم الثلاثاء 10 أغسطس 2021 في حدود الساعة الواحدة والربع، اندلعت ثلاثة حرائق غابات في مناطق مختلفة من ولاية البليدة في وقت واحد، بكل من بلديات صوحان والجبابرة شرقا وعين الرمانة غربا.
وقد تمكنت مصالح الحماية المدنية من إخماد حريق منطقة تسلي ببلدية بوقرة شب في 9 أغسطس 2021، وأنها تحكمت بنسبة 95 بالمائة في حريق منطقة تازارين، مانعة من وصول ألسنة النيران للسكان ولأشجار الارز الاطلسي الموجودة بالغابة.

#### ولاية بجاية
في 10 أغسطس 2021، سجلت وزارة الدفاع الوطني إصابة سبعة عسكريين بجروح، وأربعة بحروق بليغة وأربعة آخرين بحروق خفيفة، تابعين للكتيبة الرابعة للمشاة المستقلة، المتواجدة بتالة حمدون، بولاية بجاية، بالناحية العسكرية الخامسة، حيث تمكنت من إنقاذ 110 مواطنا، منهم نساء ورجال وأطفال.
وفي نفس اليوم، سُجل ما لا يقل عن 67 حريقًا، تم إخماد 25 منها فقط، مما أدى إلى إتلاف ما يقرب من 400 هكتار من الغطاء النباتي، وأضيف إليها 24 حالة تفشي منها 9 حرائق كبيرة تم تسجيلها صباح يوم 11 أغسطس.
سُجل ظهيرة اليوم الأربعاء 11 أغسطس 2021 4 وفيات جديدة في ولاية بجاية.

#### الشرق الجزائري
بتاريخ 10 أغسطس 2021، تسبب 15 حريقا متفرقا في ولاية قالمة في إتلاف مساحة 82 هكتارا من الغطاء النباتي والأعشاب الجافة ببلديات الركنية وبوحشانة وحمام النبائل والفجوج ونشماية وهواري بومدين، كما اندلعت عدة حرائق ببلدية عين السبت الواقعة شمال شرق سطيف على مستوى مشتة لعظامة ونويدرة وزنقروط والكاف لحمر والخلافة، وقد تسبب حريق بدوار الخلافة، في وفاة عجوز ثمانيني متأثرا بالدخان الكثيف والحروق التي مست جميع أجزاء جسده، وأتلفت عشرات الهكتارات من الغابات إثر نشوب حرائق عديدة بمختلف بلديات ولاية جيجل، من غابات بني صبيح ببلدية السطارة وبني محرز ببلدية تاكسنة وتامنتوت ببلدية جيملة ومشتى اسخام ببلدية زيامة منصورية وأولاد العربي ببلدية الميلية. وبولاية عنابة، نشب حريقين اثنين في الساعات الأولى من الصباح بغابات منطقة المخالفة ببلدية العلمة والثاني ببئر المرجة ببلدية الشرفة.
في 7 أغسطس 2021، نشب حريق بجبل الدكان بالمكان المسمى غابة «بوسكيكين» ببلدية الماء الابيض بولاية تبسة وتواصلت جهود مصالح الحماية المدنية من أجل السيطرة وإخماد الحريق إلى غاية صبيحة الثلاثاء لليوم الرابع على التوالي.

## الحصيلة
```
لقي 90 شخصاً على الأقل حتفهم إثر هذه الحرائق  وأتت على أكثر من 100 ألف هكتار من الغابات
[
45
]
```

## مقتل جمال بن إسماعيل بتهمة إشعال الحرائق
قام عدد كبير من المواطنين من بلدية الأربعاء ناث إراثن، إحدى المناطق المتضررة من الحرائق المندلعة بولاية تيزي وزو، بحرق شخص اشتبهوا في قيامه بإضرام النيران بالغابات بعدما قبضوا عليه، ورغم تدخل رجال الشرطة وانتزاعه منهم إلا الشباب الغاضبين عادوا وسحبوه من سيارة الشرطة وقتلوه وحرقوا جثته وقاموا بتصوير ذلك، وبعد ساعات قليلة ظهر أنه فنان موسيقي يدعى جمال بن إسماعيل من مليانة، البالغ من العمر 38 عاما، تنقل للمنطقة المتضررة لتقديم المساعدة وتداول نشطاء تصريحات له وهو يدعو الناس إلى التحلي بالقوة والشجاعة والالتحاق بمنطقة تيزي وزو لتقديم المساعدة في إطفاء الحرائق. وقد عقبت وزارة العدل الجزائرية، في بيان لها، إن نيابة الجمهورية أمرت بفتح تحقيق في ظروف مقتل الشاب جمال بن إسماعيل.
وذُكر أن «جمال إنسان جميل، شاعر فنان وملحن يعزف على 12 آلة موسيقية»، و«هو متطوع في فرع الحماية المدنية بمليانة».
وصرحت منظمة العفو الدولية - فرع الجزائر في تغريدة على تويتر، «على السلطات أن تبدأ فورا في التحقيق في معلومات الاعتداء حتى الموت على رجل من حشد غاضب من الناس، ومحاكمة المتورطين».
وأصدرت الرابطة الجزائرية للدفاع عن حقوق الإنسان بيانًا، واصفة ما حدث «عملا وحشيا، وحشية ما تعرض له ضحايا الحرائق».

## ردود فعل المحلية

### التضامن
هب الجزائريون من أطراف البلاد لإغاثة سكان المناطق التي أحاطت بها ألسنة النيران، منها انطلاق قوافل تضامنية تضم شاحنات مقطورة على متنها كميات معتبرة من المواد الغذائية المختلفة والمياه المعدنية والأفرشة والألبسة والمعدات الطبية والمواد الصيدلانية وغيرها، حيث دعمت سطيف ولاية تيزي وزو بـ 18 شاحنة مقطورة.

### الحداد
في 11 أغسطس / آب 2021، أصدر الرئيس عبد المجيد تبون مرسوماً بحداد وطني لمدة ثلاثة أيام اعتباراً من 12 أغسطس / آب.

### اعتقالات
حتى 12 أغسطس 2021، أُلقيء القبض على 22 شخصا، متهمين بإشعال حرائق الغابات حيث صرح الرئيس الجزائري في كلمة مسجلة بأن أغلب هذه الحرائق تقف خلفها «أياد إجرامية»، مشيرا إلى أن الموقفين بينهم 11 في ولاية تيزي وزو، و4 في عنابة، والباقي في ولايات المدية، وجيجل وعين الدفلى.

## ردود فعل دولية
- الأردن (10 أغسطس)، أعربت وزارة الخارجية وشؤون المغتربين الأردنية عن تعازيها لحكومة وشعب الجزائر بضحايا حرائق الغابات التي تشهدها عدة ولايات في البلاد وأسفرت عن وفاة وإصابة عدد من المواطنين.[54]
- تونس (10 أغسطس)، عرض الرئيس التونسي قيس سعيد، مساعدة الجزائر في إطفاء حرائق الغابات المشتعلة بعدة ولايات، وذلك بتوفير مروحية إطفاء متخصصة في ذلك،[55] بعدما هاتف رئيس الجمهورية الجزائرية عبد المجيد تبون، «أعرب له فيها عن تضامنه وتعاطفه مع الشعب الجزائري جراء الحرائق التي نشبت في عديد ولايات الوطن، مقدما تعازيه الخالصة لعائلات الضحايا».[56]
- أعرب البرلمان العربي «عن خالص التعازي وصادق المواساة لقيادة الجمهورية الجزائرية، والبرلمان والشعب الجزائري، ولذوي ضحايا الحرائق التي اندلعت بعدد من الولايات الجزائرية، وأسفرت عن وفاة وإصابة عشرات المواطنين».[57]
- موريتانيا قدم محمد ولد الشيخ الغزواني الرئيس الموريتاني لنظيره عبد المجيد تبون «تعازيه الخالصة...ثر استشهاد عدد من المواطنين، جراء الحرائق التي تشهدها البلاد.»[58]
- ليبيا قدّمت الحكومة الليبية، تعازيها للجزائر حكومةً وشعبًا في ضحايا حرائق الغابات، معبرة عن تضامنها مع الشعب الجزائري الشقيق في هذا المصاب الجلل.[58]
- تركيا[58] أصدرت الخارجية التركية، برقية تعزية في ضحايا حرائق الغابات بالجزائر.[59]
- مالي أعربت الحكومة المالية، في 11 أغسطس 2021 في بيان لها، ما يلي «تلقت الحكومة المالية باستياء شديد خبر اندلاع حرائق مأسوية يوم الاثنين في الجزائر لا سيما في منطقة القبائل والتي خلفت العديد من الضحايا البشرية منها عسكريين بالإضافة إلى خسائر مادية كبيرة"، "وفي هذا الظرف الصعب، تعرب الحكومة المالية عن تعاطفها العميق وتضامنها مع الشعب الشقيق والحكومة الجزائري».[58]
- مصر تقدّم شيخ الأزهر أحمد الطيب، «بخالص العزاء والمواساة إلى الجزائر، قيادة وحكومة وشعبا، في ضحايا الحرائق التي نشبت في عدد من الولايات»[58][60]
- السعودية بعث خادم الحرمين الشريفين الملك سلمان بن عبد العزيز، برقية عزاء ومواساة، للرئيس الجزائري عبد المجيد تبون، في المتوفين نتيجة الحرائق التي شهدتها عدة ولايات جزائرية.[61] كما بعث الأمير محمد بن سلمان، ولي العهد السعودي، برقية عزاء ومواساة، للرئيس الجزائري.[62][63]
- غرّد عدد من نجوم الفن العربي واللاعبين المحترفين في أوروبا، تعبيرٌا عن تضامنهم مع الجزائر في ظل الظروف التي تعيشها اليوم.[64]
- فرنسا (11 أغسطس) أعلن الرئيس الفرنسي إيمانويل ماكرون في تغريدة على تويتر قرار إرسال طائرتي إطفاء «كندير» وطائرة توجيه للمساعدة في السيطرة على الحرائق مصرحًا مايلي: «إن تضامننا غير مقيد في مواجهة المآسي التي تواجه أصدقاء فرنسا، وأريد أن أقدم دعمي الكامل إلى الشعب الجزائري. اعتبارًا من الغد، سثُنشر طائرتي إطفاء جوي وطائرة قيادة في منطقة القبائل، والتي وقعت فريسة حرائق عنيفة.»[24]
- المغرب: (11 أغسطس) أعرب المغرب عن استعداده لمساعدة الجزائر في مكافحة الحرائق غابات وصرح بأنه سيُجهز طائرتين للمشاركة بمجرد الحصول على موافقة الجزائر.[65] حيث أعطى الملك محمد السادس تعليماته لوزيري الداخلية والشؤون الخارجية، «من أجل التعبير لنظيريهما الجزائريين عن استعداد المملكة المغربية لمساعدة الجزائر في مكافحة حرائق الغابات التي تجتاح العديد من مناطق البلاد» حسب بيان صادر عن وزارة الخارجية المغربية.[66] وفي 12 أغسطس، وجه الملك محمد السادس، الخميس، برقية تعزية ومواساة إلى الرئيس الجزائري عبد المجيد تبون، إثر الحرائق التي اجتاحت شمال البلاد، مصرحًا «تلقيت ببالغ التأثر وعميق الأسى نبأ الحرائق المهولة التي اجتاحت غابات بعض الولايات شمال الجزائر الشقيقة، مخلفة العديد من الضحايا.».[67]
- المملكة المتحدة (11 أغسطس) قدمت الناطقة الرسمية باسم حكومة المملكة المتحدة في شمال إفريقيا والشرق الأوسط، روزي دياز، تعازيها للجزائر بنشرها تغريدة على حسابها في «تويتر»: «ما يحدث في الجزائر من حرائق مروعة، أمر محزن للغاية. أتقدم بأصدق التعازي لأهالي ضحايا هذه الأحداث وأعبر عن تضامني مع الذين أ صيبوا أو تأثروا جراءها، وسأدعو لأن يخرج الجزائريون من هذه المحنة عن قريب».[68]
- الاتحاد الأوروبي (11 أغسطس) قرر ممثل الاتحاد الأوروبي في الجزائر منح مساعدة عاجلة للضحايا. وقدمت بعثة الاتحاد الأوروبي في الجزائر، في 11 أغسطس ، 350 مجموعة حصص غذائية للأسر المتضررة.[69]
- غوغل: (13 أغسطس) وفعّل محرك البحث غوغل في نطاقه المحلي الجزائري شارة الحداد السوداء، بعبارة «لذكرى ضحايا حرائق الغابات في شمال الجزائر».[70][71]
- الكويت (17 أغسطس 2021)، ترسل مساعدات إلى الجزائر تتمثل في تجهيزات وعتاد متخصص في مكافحة الحرائق موجه إلى قوات الحماية المدنية.[72]
- سويسرا في 6 سبتمبر 2021 ، قدم الاتحاد السويسري تبرعًا بمعدات طبية بقيمة 150 ألف فرنك سويسري. تعتزم «تعزيز قدرات تدخل الهلال الأحمر الجزائري في المناطق المتضررة من حرائق أغسطس 2021 من أجل مساعدة الضحايا» بحسب السفارة السويسرية في الجزائر.[73]